# 黄达昌
黄达昌（1966年3月—），广东江门人，汉族，无党派人士。中华人民共和国政治人物、第十三届全国人民代表大会广东地区代表、第十四届全国人民代表大会广东地区代表。

## 生平
2018年2月24日，当选为全国人民代表大会第十三届全国人大代表。

## 相关议案
- 关于加强粤港澳大湾区世界级机场群建设，支持江门规划建设支线机场的建议
- 限制含铅涂料使用